# Gokreclame
Gokreclames zijn advertenties voor gokken door casino's, loterijen, videogames, bookmakers of andere organisaties die de mogelijkheid bieden om geld of prijzen te winnen. Meestal gebeurt dit via verschillende media of sponsorovereenkomsten, vooral met betrekking tot sportevenementen of personen.

## Regelgeving en beleid
In Europa zijn gedeeltelijke verboden op reclame (bijvoorbeeld reclame gericht op jeugdigen en kwetsbare groepen) gebruikelijk. Verschillende Europese landen, waaronder Polen, hebben gokreclames volledig verboden.

### Beleid in Verenigd Koninkrijk
Vanaf september 2007 heeft het Verenigd Koninkrijk de reclame voor ongeveer 1.000 goksites verboden, omdat ze niet voldoen aan de richtlijnen van het ministerie van Cultuur, Media en Sport.
Channel 4 Racing beleefde een financiële ommekeer nadat de Britse wetgeving werd gewijzigd, waardoor bookmakers rechtstreeks op televisie mochten adverteren. Nu worden de advertenties van bookmakers in het programma geplaatst, kort voor elke race.
In 2018 ontdekte de BBC links naar gokwebsites op de websites van verschillende voetbalclubs.
Ook particuliere mediaorganisaties kunnen gokreclame verbieden, zoals the Guardian in juni 2023 deed.
De Coalition against Gambling Ads, een Brits netwerk dat campagne voert tegen de promotie en sponsoring van gokreclame, hanteert drie hoofdargumenten: gokreclame is schadelijk; regelgeving op gokreclame is niet effectief; en gokreclame is alomtegenwoordig.

### Nederland
In Nederland is gokreclame die is gericht op jongeren, personen met financiele problemen, of personen met een verstandelijke handicap verboden. Ook mag gokreclame op tv niet getoond worden tussen 6:00 en 21:00.
Advertenties voor gokken mogen sinds 2022 geen bekende Nederlanders bevatten. Ook mogen ze geen personen jonger dan 25 jaar bevatten.

## Bron
- Reclamecode Kanspellen